# HD 3443
HD 3443 je dvojhvězda ve souhvězdí Velryby vzdálená přibližně 50,2 světelných let od Země. Systém tvoří dvě hvězdy hlavní posloupnosti – žlutý trpaslík spektrální třídy G9V a oranžový trpaslík třídy K0.5V.

## Fyzikální charakteristiky

### HD 3443 A
- Hmotnost: 0,915 ± 0,005 M☉.[2]
- Poloměr: 0,92 ± 0,05 R☉.[3]
- Teplota: 5 449 K.[4]
- Metalicita: −0,12 (Fe/H).[3]

### HD 3443 B
- Hmotnost: 0,864 ± 0,005 M☉.[2]
- Spektrální typ: K0.5V.[2]
- Úhlová vzdálenost od složky A: 0,4627″.[5]

## Orbitální charakteristiky
Obě složky obíhají kolem společného těžiště s poloosou 8,9 AU a periodou přibližně 25 let. Výstřednost oběžné dráhy je 0,235 a inklinace oběžné roviny činí 65,9°.

## Zajímavosti
HD 3443 byl zkoumán jako součást výzkumu dvojhvězd díky své relativní blízkosti a jasnosti. Historická pozorování pomocí speklové interferometrie  a spektroskopie přispěla k přesnějšímu určení orbitálních a fyzikálních parametrů systému. Systém nevykazuje přítomnost prachového disku, což naznačuje, že proces formování planet byl pravděpodobně dokončen.
Nízký obsah železa (−0,12) ve srovnání se Sluncem a obohacení kyslíkem na 140 % sluneční hodnoty činí tento systém významným pro studium chemického vývoje hvězd. Chemické složení může ovlivnit podmínky pro vznik a složení případných planet. Stabilita obyvatelné zóny tohoto systému, která se nachází ve vzdálenosti 0,55–0,95 AU od obou hvězd, je ovlivněna gravitačními interakcemi mezi složkami binárního systému. Potenciální stabilní dráhy pro planety by byly pravděpodobnější uvnitř této zóny.
Systém je relativně starý, s odhadovaným věkem 9,36 miliard let, což ovlivňuje jeho hvězdnou aktivitu a stabilitu.